# Super Bowl XIII
Super Bowl XIII was de 13e editie van de Super Bowl, de American Football-finale tussen de kampioenen van de National Football Conference en de American Football Conference van 1978. De Super Bowl werd op 21 januari 1979 gehouden in de Miami Orange Bowl in Miami. De Pittsburgh Steelers wonnen de wedstrijd met 35–31 tegen de Dallas Cowboys en werden zo de kampioen van de National Football League.

## Play-offs
Play-offs gespeeld na het reguliere seizoen.
| Geplaatste teams | Geplaatste teams                       | Geplaatste teams                       | Geplaatste teams                     | Geplaatste teams                     |
| Plaats           | AFC                                    | AFC                                    | NFC                                  | NFC                                  |
| ---------------- | -------------------------------------- | -------------------------------------- | ------------------------------------ | ------------------------------------ |
| 1                | Pittsburgh Steelers (Centraal-winnaar) | Pittsburgh Steelers (Centraal-winnaar) | Los Angeles Rams (West-winnaar)      | Los Angeles Rams (West-winnaar)      |
| 2                | New England Patriots (Oost-winnaar)    | New England Patriots (Oost-winnaar)    | Dallas Cowboys (Oost-winnaar)        | Dallas Cowboys (Oost-winnaar)        |
| 3                | Denver Broncos (West-winnaar)          | Denver Broncos (West-winnaar)          | Minnesota Vikings (Centraal-winnaar) | Minnesota Vikings (Centraal-winnaar) |
|                  | AFC Wild Card Game                     | AFC Wild Card Game                     | NFC Wild Card Game                   | NFC Wild Card Game                   |
| 4                | Miami Dolphins                         | 9                                      | Atlanta Falcons                      | 14                                   |
| 5                | Houston Oilers                         | 17                                     | Philadelphia Eagles                  | 13                                   |

|  | Divisional Play-offs            | Divisional Play-offs         |                                |    | NFC & AFC Championships | NFC & AFC Championships |  |  | Super Bowl XIII | Super Bowl XIII |
|  |                                 |                              |                                |    |                         |                         |  |  |                 |                 |
|  |                                 |                              |                                |    |                         |                         |  |  |                 |                 |
|  | L.A. Memorial Coliseum, 31 dec. |                              |                                |    |                         |                         |  |  |                 |                 |
|  |                                 |                              |                                |    |                         |                         |  |  |                 |                 |
|  | Los Angeles Rams                | 34                           |                                |    |                         |                         |  |  |                 |                 |
|  | Los Angeles Rams                | 34                           | L.A. Memorial Coliseum, 7 jan. |    |                         |                         |  |  |                 |                 |
|  | Minnesota Vikings               | 10                           |                                |    |                         |                         |  |  |                 |                 |
|  | Minnesota Vikings               | 10                           | Los Angeles Rams               | 0  |                         |                         |  |  |                 |                 |
|  | Texas Stadium, 30 dec.          |                              | Los Angeles Rams               | 0  |                         |                         |  |  |                 |                 |
|  |                                 | Dallas Cowboys               | 28                             |    |                         |                         |  |  |                 |                 |
|  | Dallas Cowboys                  | Dallas Cowboys               | 28                             | 27 |                         |                         |  |  |                 |                 |
|  | Dallas Cowboys                  |                              | Miami Orange Bowl, 21 jan.     | 27 |                         |                         |  |  |                 |                 |
|  | Atlanta Falcons                 | 20                           |                                |    |                         |                         |  |  |                 |                 |
|  | Atlanta Falcons                 | 20                           | Dallas Cowboys                 | 31 |                         |                         |  |  |                 |                 |
|  | Three Rivers Stadium, 30 dec.   |                              | Dallas Cowboys                 | 31 |                         |                         |  |  |                 |                 |
|  |                                 | Pittsburgh Steelers          | 35                             |    |                         |                         |  |  |                 |                 |
|  | Pittsburgh Steelers             | Pittsburgh Steelers          | 35                             | 33 |                         |                         |  |  |                 |                 |
|  | Pittsburgh Steelers             | Three Rivers Stadium, 7 jan. |                                | 33 |                         |                         |  |  |                 |                 |
|  | Denver Broncos                  | 10                           |                                |    |                         |                         |  |  |                 |                 |
|  | Denver Broncos                  | 10                           | Pittsburgh Steelers            | 34 |                         |                         |  |  |                 |                 |
|  | Schaefer Stadium, 31 dec.       |                              | Pittsburgh Steelers            | 34 |                         |                         |  |  |                 |                 |
|  |                                 | Houston Oilers               | 5                              |    |                         |                         |  |  |                 |                 |
|  | New England Patriots            | Houston Oilers               | 5                              | 14 |                         |                         |  |  |                 |                 |
|  | New England Patriots            |                              |                                | 14 |                         |                         |  |  |                 |                 |
|  | Houston Oilers                  | 31                           |                                |    |                         |                         |  |  |                 |                 |
|  | Houston Oilers                  | 31                           |                                |    |                         |                         |  |  |                 |                 |